# Clypeodytes duodecimmaculatus
Clypeodytes duodecimmaculatus är en skalbaggsart som beskrevs av Régimbart 1899. Clypeodytes duodecimmaculatus ingår i släktet Clypeodytes och familjen dykare. Inga underarter finns listade i Catalogue of Life.